# Eurybunus brunneus
Eurybunus brunneus is een hooiwagen uit de familie Globipedidae.